# Silvia Fominaya
Silvia Fominaya Menéndez (Madrid, España; 3 de octubre de 1975) es una modelo, actriz y presentadora española.

## Biografía
A los 7 años debutó en el Teatro Monumental de Madrid con la obra Blancanieves y los siete enanitos del director mexicano Julio Rodríguez.
Pedro Masó la descubrió con 9 años en la taberna de sus abuelos, en el madrileño barrio de Lavapiés, donde cantaba sentada en un taburete, y le brindó la oportunidad de participar en la serie de televisión Segunda enseñanza, que por entonces dirigía.
Cinco años después participó en una campaña de publicidad de la conocida firma de cosméticos Margaret Astor.
En 1990 prestó su imagen a la campaña publicitaria de El Corte Inglés, apareciendo en vallas y catálogos por toda España. Siguió trabajando como modelo de publicidad, modelo de pasarela en diversos desfiles.
En el año 1991 firmó un contrato de exclusividad con la agencia Ford que la llevó a desfilar en las pasarelas más prestigiosas del mundo, y colaboró en programas de radio de la cadena Ser y Radio Voz, además de hacer papeles en series de televisión.
En 1996 fue azafata del programa diario Telecupón en Telecinco con Carmen Sevilla.
En 1998 trabajó como copresentadora en TVE del programa Waku Waku junto a Nuria Roca, bajo las órdenes de Chicho Ibáñez Serrador. Además presentó en ETB 2 el programa deportivo La noche glorioso dirigido por Koro Casarte. También protagonizó el papel de Paula, uno de los miembros de la familia Guerrero en la miniserie Cariño, cómo te odio dirigida por José Luis Moreno con guion de Laura y Alberto Caballero.
Desde finales de 1998 hasta finales del año siguiente, interpretó el papel de Mónica en la serie de Telecinco Al salir de clase, dirigida por el francés Pascal Jongen y producida por BocaBoca.
En 1999 participa dando vida a Leire en la serie El comisario de Telecinco, dirigida por José Ramos Paíno y producida por BocaBoca. A finales de año comienza a presentar en Antena 3 Aquatrix dentro del programa infantil Club Megatrix.
En el año 2001 fue presentadora de la segunda temporada del programa concurso EnREDate en TVE2, el primer programa divulgativo sobre internet. También presenta en TVE1 la gala Este verano te vas a enamorar junto a Paloma Lago, y en Antena 3, el programa de viajes Mucho Viaje con el ciclista Peio Ruiz Cabestany.
En el año 2002 presentó el programa Destino Lavapiés en Telemadrid.
En 2003 participó en el reality show La isla de los famosos II en Antena 3, donde protagonizó un sonado momentazo con Carlos "El Yoyas"; y ese mismo año comenzó a trabajar en el programa Crónicas Marcianas de Telecinco, dirigido por Javier Sardá, continuando su colaboración como tertuliana hasta 2005.
En el año 2005 colaboró en el programa Latrevisión de Carlos Latre.
Fue portada hasta en siete ocasiones en la revista Interviú. Apareció en el calendario del año 2006 de dicha revista y en los autobuses turísticos de la Comunidad de Madrid.En ese mismo año, Interviú cumplía su 30 aniversario y la elegida para ocupar la portada  fue ella embarazada de siete meses.
En el 2007 fue comentarista en el programa Supervivientes.En el 2007 fue comentarista en el programa Supervivientes.
Ha participado como invitada en programas como Pasapalabra, A tu lado, El gran debate o Sálvame.
En 2011 escribió el prólogo del libro Sexo, naturalmente de Javier Akerman.
A finales de 2014 acudió al programa Mujeres y hombres y viceversa como asesora para analizar las citas de las tronistas.
En el año 2016 hizo un cameo en un episodio de la novena temporada de la serie La que se avecina y en Nochebuena fue invitada estrella en el programa La noche en Paz dirigido por José Luis Moreno y producido por Mediaset España.
En octubre de 2017 fue portada de la revista Playboy España. Además, desde este mismo año, es imagen del coche Citroën C3, tiene su propia máscara de pestañas y es bloguera para la Revista Love.
Se rumorea que Fominaya es una de las concursantes de Supervivientes 2022. Siendo este el regreso de la modelo a la televisión.

## Vida familiar
Su primer matrimonio fue con el jugador de fútbol Pedro Riesco con quien mantuvo una relación de ocho años.
Su segundo matrimonio se celebró en Vigo con Pablo Alfonso González, empresario náutico gallego y padre de sus hijos Paolo y Hannah. El 15 de enero de 2015 denunció a su segundo marido por malos tratos, tras ser víctima de violencia de género durante los últimos años de relación asociado a la tendencia a beber de él.
Tras la separación, en abril de 2015, se hizo pública su relación con el cocinero Sergi Arola, un noviazgo que finalizó por tener él una relación con una concursante chilena del programa en el que él participaba, pero consiguieron tener una amistad y ello llevó al consagrado chef internacional y a la afamada actriz a montar un restaurante en La Coruña en el año 2017.pero él se fue a Chile y no podía cambiar las cartas, ella vivía en Vigo y se fueron acumulando deudas, por lo que  la actriz decidió cerrar teniendo que abonar a empresas que habían patrocinado dicho restaurante como la marca de cervezas Mahou Schweppes alrededor de 30.000 euros para poder quedar a cero. 
En el año 2018 continuaba su largo proceso judicial para conseguir el divorcio de su segundo marido, haciendo varias apariciones en los medios de comunicación defendiendo los derechos de las mujeres maltratadas y denunciando la lentitud de la justicia.